# Кадарсе
Кадарсе (фр. Cadarcet) насеље је и општина у јужној Француској у региону Миди Пирене, у департману Арјеж која припада префектури Фоа.
По подацима из 2011. године у општини је живело 234 становника, а густина насељености је износила 21,25 становника/km². Општина се простире на површини од 11,01 km². Налази се на средњој надморској висини од 507 метара (максималној 917 m, а минималној 386 m).

## Демографија
| 1962. | 1968. | 1975. | 1982. | 1990. | 1999. | 2011. |
| ----- | ----- | ----- | ----- | ----- | ----- | ----- |
| 256   | 220   | 197   | 197   | 167   | 215   | 234   |

График промене броја становника у току последњих година